# 2020 az irodalomban
A 2020. év az irodalomban.

## Események
- A Budapesti Nemzetközi Könyvfesztivál és az Ünnepi könyvhét rendezvényeit – más kulturális rendezvényekkel együtt – a koronavírus-járvány miatt elhalasztották. (Az Ünnepi Könyvhetet szeptember 17–20. között tartják meg.)[1] Végül szeptemberben is csak online tarthatták meg.
- június 4. – Rendkívüli szavazással a Digitális Irodalmi Akadémia tagjai hozzájárulnak ahhoz, hogy a következő három évben 113 posztumusz tagjelöltről tárgyalások induljanak.[2]
- október 14–18. – A Frankfurti Könyvvásárt eredeti időpontban, de szintén csak online tartották meg. A vásár igazgatója, Juergen Boos szerint 800 kiállítót és 40 nemzeti standot érintett a lemondás. „Több millió eurót invesztáltunk új, digitális platformunkba. Célunk, hogy a remény kis jelét küldjük ki. A könyvek élnek. Az embereket nem érdekli a közeg, egyedül a történetmesélés számít nekik.” – tette hozzá Boos.[3]
- Az AEGON művészeti díj nevét Aegon Irodalmi Díjra változtatták, de 2020 novembere után a díj „jelenlegi formájában” megszűnt.[4][5]

## Új könyvek
Magyar szerzők könyvei
- Halász Rita: Mély levegő, regény
- Nagy Boldizsár (szerk.): Meseország mindenkié
- Rakovszky Zsuzsa: Boldog vég, novellák
- Szilasi László: Kései házasság, regény
- Tompa Andrea: Haza, regény

Külföldi szerzők könyvei
- Richard Osman: A csütörtöki nyomozóklub (The Thursday Murder Club)

Idegen nyelvű könyvek (még nincs fordításuk)
- Maylis Besserie: Le tiers temps

## Halálozások

### Magyar szerzők
- január 18. – Makkai Ádám
- január 31. – Tornai József
- február 24. – Csukás István
- május 1. – Borbás Mária
- június 26. – Gyimesi László Lajos
- augusztus 29. – Tótfalusi István
- szeptember 14. – Bertók László
- november 5. – Szőcs Géza
- november 12. – Méray Tibor

### Külföldi szerzők
- január 7. – Elizabeth Wurtzel amerikai író
- január 9. – Mike Resnick amerikai sci-fi-szerző
- január 16. – Christopher Tolkien angol író, fordító, szerkesztő
- január 23. – Gudrun Pausewang német sci-fi-író
- január 31. – Mary Higgins Clark amerikai író
- február 10. – Pavel Vilikovský szlovák író, műfordító
- február 24. – Clive Cussler amerikai kalandregényíró
- március 17. – Eduard Venyiaminovics Limonov orosz író, költő
- március 24. – Albert Uderzo francia képregényrajzoló és -író
- március 25. – Paul Goma moldáv származású disszidens román író
- március 29. – Jurij Vasziljevics Bondarev szovjet-orosz író
- április 16. – Luis Sepúlveda chilei író
- április 19. – Cecil Bødker dán író
- április 25. – Per Olov Enquist svéd író
- április 29. – Maj Sjöwall svéd írónő, műfordító
- május 13. – Rolf Hochhuth német drámaíró, esszéista
- június 19. – Carlos Ruiz Zafón spanyol író
- október 21. – Božena Bobáková szlovák író.
- november 29. – Ben Bova amerikai tudományos-fantasztikus író
- december 3. – Alison Lurie amerikai regényíró, irodalomtudós, kritikus
- december 12. – John le Carré angol kémregények írója

## Évszázados évfordulók
- 1920 az irodalomban
- 1820 az irodalomban
- 1720 az irodalomban
- 1620 az irodalomban
- 1520 az irodalomban